# Gonzalo Peralta
Gonzalo Peralta (Munro, 17 settembre 1980 – Buenos Aires, 7 ottobre 2016) è stato un calciatore argentino, di ruolo difensore.
È scomparso nel 2016 all'età di 36 anni a seguito di una leucemia.